# ميخائيل لويس (دراج)
ميخائيل لويس (بالإنجليزية: Michael Lewis)‏ هو دراج بليزي، ولد في 14 أكتوبر 1967.

## وصلات خارجية
- مايكل لويس على موقع أرشيف الدراجات (الإنجليزية)
- مايكل لويس على موقع إحصائيات الدراجات الإحترافية (الإنجليزية)
- مايكل لويس على موقع أوليمبيديا (الإنجليزية)